# Automuseum Störy
Das Automuseum Störy war eine Sammlung von Kleinwagen, Rollermobilen und Motorrädern im Ortsteil Störy der niedersächsischen Stadt Bockenem. Die Automuseum Störy GmbH wurde am 22. Mai 1974 ins Handelsregister eingetragen. 2004 wurde das Museum geschlossen.

## Geschichte
Das Ehepaar Otto und Marianne Künnecke eröffnete am 1. Juni 1974 das erste Kleinwagenmuseum in Deutschland. Es war in einem ländlichen Anwesen in Störy untergebracht. Die Ausstellungsfläche betrug anfangs 600 Quadratmeter und wurde 1982 um 250 Quadratmeter erweitert. Zunächst waren 60 Klein- und Kleinstwagen und Rollermobile sowie 40 Motorräder und Motorroller ausgestellt. Die Zahl stieg ständig. 1998 wurden 2000 Quadratmeter, 130 Automobile und 130 Krafträder genannt. 2004 galt es als größtes Kleinwagenmuseum der Nachkriegszeit.
Treffen für Klein- und Kleinstwagen wurden anfangs jährlich, später im Zweijahresrhythmus durchgeführt.
Das Museum hatte sich mit behördlichen Auflagen auseinanderzusetzen. Das führte zur Schließung des Museums am 31. Oktober 2004. 2012 übernahm der PS-Speicher aus Einbeck die Fahrzeuge. Zunächst konnten dort nur einige Fahrzeuge in einer Sonderausstellung präsentiert werden. Seit der Eröffnung des Depots Kleinwagen im Jahr 2018 können alle Wagen besichtigt werden.
Otto Künnecke starb im Januar 2022. Seit 17. Oktober 2022 ist Christian Künnecke Geschäftsführer der Automuseum Störy GmbH.

## Ausstellungsgegenstände

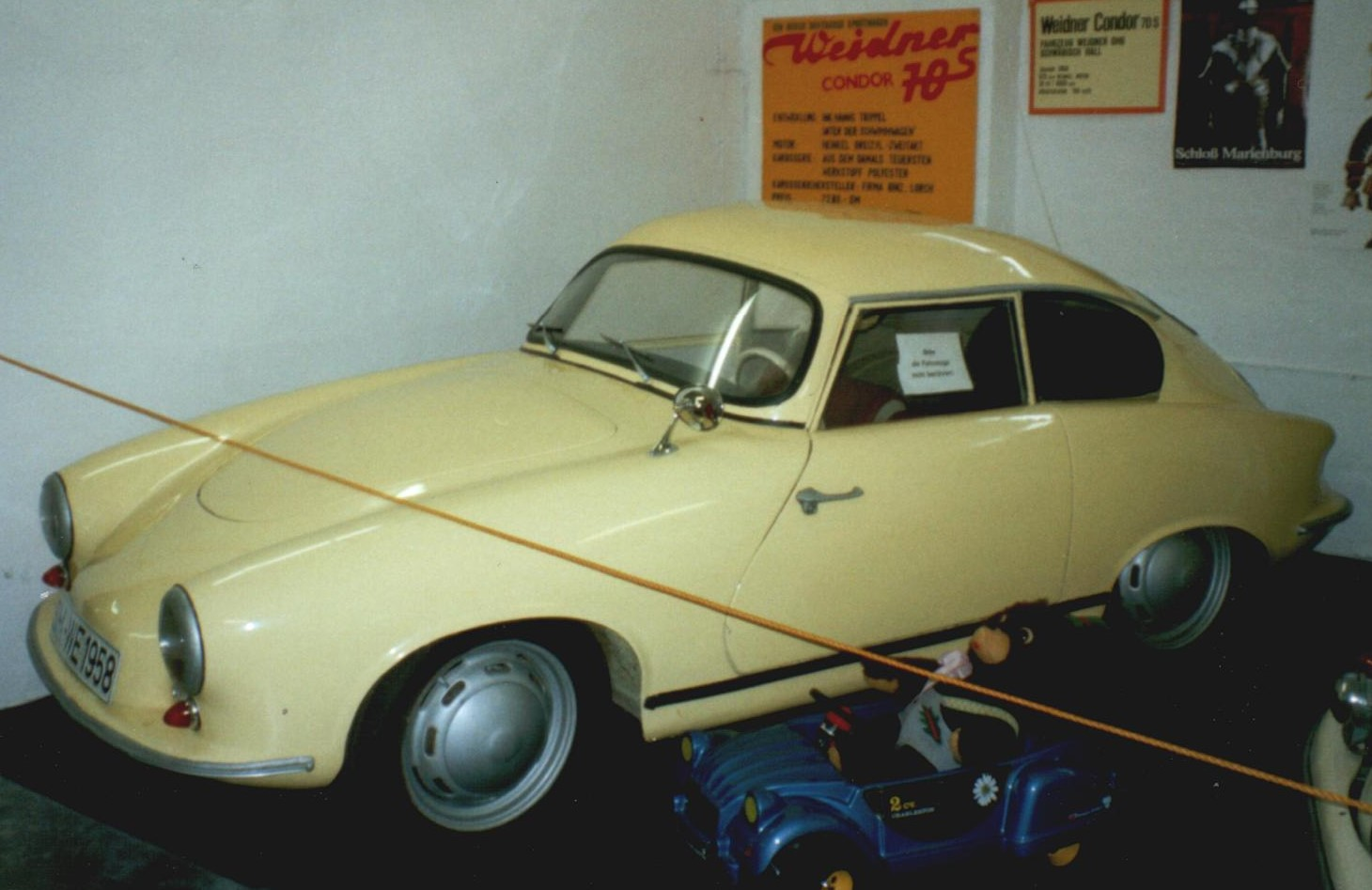
Weidner 70 S von 1958

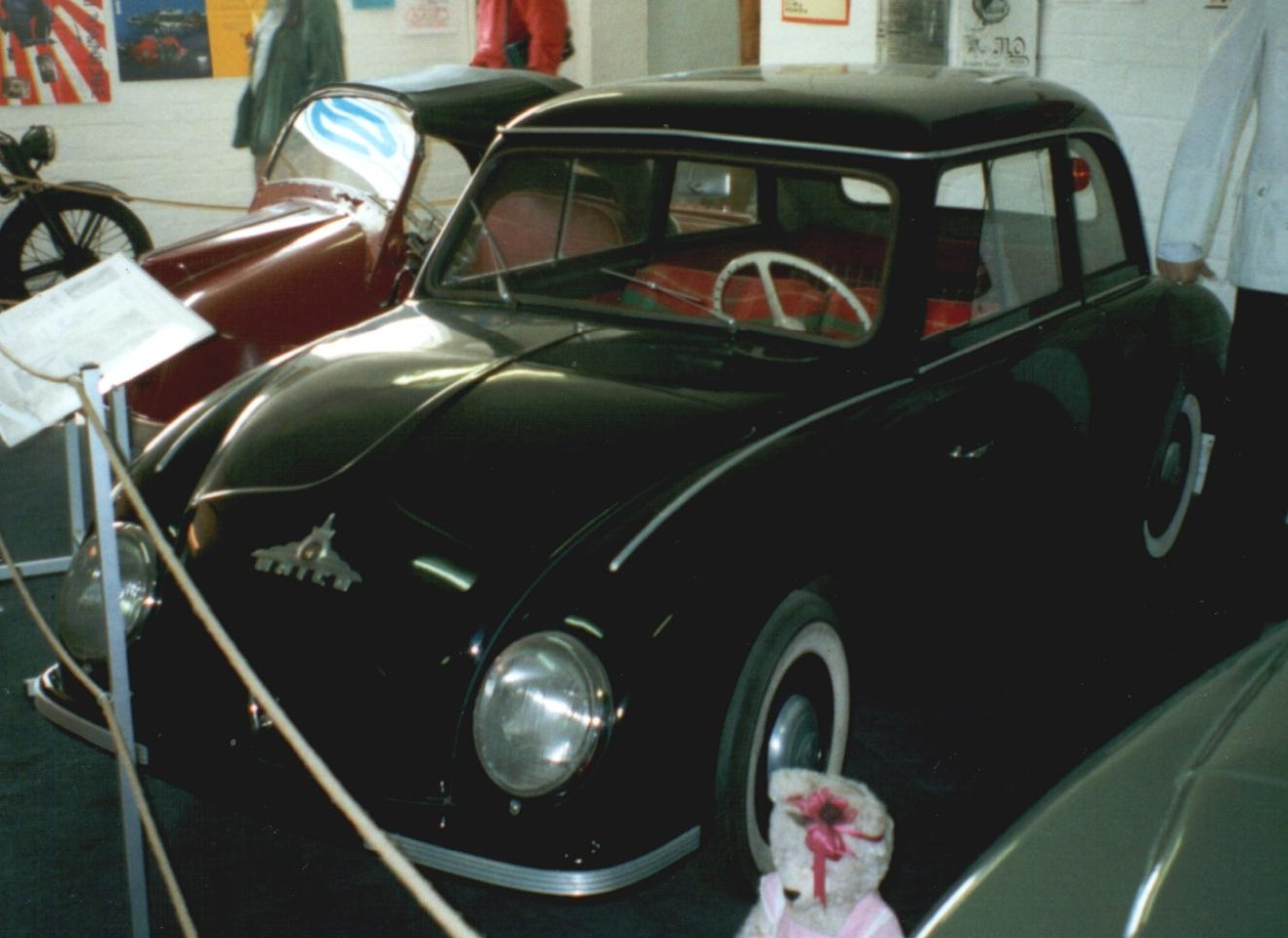
Maico MC 500/4 von 1957, dahinter ein Kroboth Allwetterroller

Die Betreiber beschränkten sich auf Fahrzeuge mit weniger als 700 cm³ Hubraum und Baujahr nach 1945.
Genannt werden die Modelle BMW Isetta, 600 und 700, Brütsch Mopetta, Champion Ch-2 und 400 H, Fend Flitzer, Fiat 600 mit Aufbau von der Carrozzeria Viotti, Fuldamobil N-2 und S-1, Glas Isar, Goggomobil, Gutbrod Superior, Kleinschnittger F 125, Lloyd 300, 400, 600 und LT, Maico MC 500/4, Messerschmitt Kabinenroller, NSU Prinz und Sport-Prinz, Rovin D 4, mehrere Trabant, Victoria 250 und Zündapp Janus.
Eine Rarität war der Weidner 70 S, den der Journalist Erik Eckermann 1968 vor der Zerstörung gerettet hatte. 1975 war das Fahrzeug in der Oldtimer-Gasse in Hamburg ausgestellt und kam anschließend ins Museum nach Störy.